# Oglala Lakota County
Oglala Lakota County, voorheen Shannon County, is een van de 66 county's in de Amerikaanse staat South Dakota. Oglala Lakota County is 5423 km² groot en ligt in het zuidwesten van de staat tegen de grens met Nebraska, in een ruig en dor deel van de Great Plains. Het Badlands National Park, dat bekendstaat om zijn unieke landvormen en rijke fossielenbestand, ligt deels in de county.
De geschiedenis van de county gaat terug tot de 18e eeuw, toen de Lakota-indianen zich hier vestigden. In de 19e eeuw zette de Amerikaanse kolonisatie hun leefgebied onder druk en werden de Lakota naar reservaten verwezen. In 1875 werd Shannon County gesticht in het Great Sioux Reservation, dat in 1889 werd gereduceerd tot het Pine Ridge Indian Reservation van de indianennatie Oglala Sioux Tribe. Tot 1982 had Shannon County geen eigen bestuur. Nog altijd worden bevoegdheden uitbesteed aan Fall River County. Na een referendum werd de county in 2015 hernoemd naar de belangrijkste bevolkingsgroep.
Een van de gehuchten in Oglala Lakota County is Wounded Knee. Daar vond op 29 december 1890 het bloedbad van Wounded Knee plaats, waarbij zo'n 300 Lakota werden gedood. Deze gebeurtenis betekende het einde van het inheems verzet tegen de kolonisatie. Dezelfde plek werd in 1973 meer dan twee maanden bezet door de American Indian Movement.
In 2010 woonden er 13.586 mensen in Oglala Lakota County, waarvan 96% indiaan was. De county heeft de armste bevolking van het land, die bovendien te kampen heeft met ernstige gezondheidsproblemen. Er wordt geen alcohol verkocht; het is de enige dry county in South Dakota. Sinds de jaren 1970 is het een van de meest voor de Democratische Partij stemmende county's van de Verenigde Staten.

## Geschiedenis

### Voorgeschiedenis
Het gebied kent al enkele duizenden jaren menselijke bewoning. Rond 11.000 v.Chr. werd South Dakota bewoond door paleo-indianen die behoorden tot de Cloviscultuur. Zij joegen op mammoeten, mastodonten, paarden en Amerikaanse kamelen. In de buurt zijn sporen gevonden van geslachte mammoeten. Toen de megafauna van de laatste ijstijd rond 8.000 v.Chr. uitstierf, ging de Cloviscultuur over in de Folsomcultuur. De jager-verzamelaars specialiseerden zich in de jacht op bizons. In het eerste millennium n.Chr. kwamen de prairies en de vallei van de Missouri onder invloed van de culturen uit de Noordoostelijke Woudgebieden, getuige aardewerk, grafheuvels en handelswaar. Het westen van South Dakota behield grotendeels zijn archaïsche bizoncultuur.
De 18e eeuw bracht grote veranderingen. De indianen kwamen in contact met Europeanen en kregen vuurwapens in handen. Tegelijkertijd begonnen verschillende Siouxvolken, jagers-verzamelaars uit Minnesota, aan een westwaartse migratie en expansie, opgejaagd door onder anderen de Ojibweg en Cree. De Lakota splitsten zich daarbij af van de Dakota. De Sioux dreven volken die teruggingen op de archaïsche cultuur, zoals de Crow en Cheyenne, op hun beurt verder westwaarts. Toen in de jaren 1770 een pokkenepidemie de Arikara, Mandan en Hidatsa trof, staken verschillende Lakota-stammen de Missouri over en vestigden zij zich in de High Plains en de Black Hills, die ze veroverden op de Cheyenne. In de eerste helft van de 19e eeuw werd wat nu Oglala Lakota County is bewoond door Mnikȟówožu (Minnicoujou) en Oóhenuŋpa (Oohenumpa) Lakota. De Oglála leefden verder zuidwaarts, in West-Nebraska.
Met de aankoop van Louisiana in 1803 kwam een gebied van ongeveer 2,1 miljoen km² ten westen van de rivier de Mississippi in Amerikaanse handen. De leefgebieden van onder anderen de Lakota hoorden nu toe aan de Verenigde Staten. Formeel viel de streek van Oglala Lakota County van 1803 tot 1821 onder achtereenvolgens het Louisianadistrict, het Louisianaterritorium en het Missouriterritorium. Vervolgens lag ze 40 jaar in een onbestuurd territorium (unorganized territory). In die periode, vanaf de jaren 1830, trokken almaar meer Europese Amerikanen door het gebied. In 1834 werd Fort William opgericht, een bonthandelspost in het zuidoosten van wat nu Wyoming is, het latere Fort Laramie. Het werd een belangrijke handelspost voor de Oglála en Sičháŋǧu (Sicangu) Lakota. Intussen waren er routes ontstaan waarlangs kolonisten westwaarts trokken: de Oregon, Mormon en California Trails. Om de kolonisten een veilige doorgang te bieden, onderhandelde de Amerikaanse overheid met de indianenvolken. In het Verdrag van Fort Laramie uit 1851 werden de territoriale claims van de indianenvolken bevestigd en garandeerden de indianen de veilige doorgang voor kolonisten. De strijdvaardige Lakota maakten van de chaotische periode gebruik om hun claims kracht bij te zetten en verwierven zo het monopolie over de Black Hills.

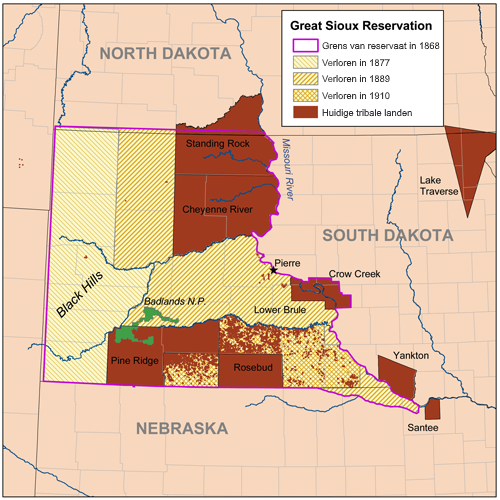
Territoriale evolutie van de indianenreservaten in het westen van South Dakota

In 1861 stichtte de federale overheid het Dakotaterritorium en kwam er opnieuw een territoriale overheid. Door de oprukkende kolonisatie bleek het Verdrag van Fort Laramie onhoudbaar. De volken streden onderling om grondgebied en de beloofde betalingen van de Amerikaanse overheid bleven uit. Om een einde te maken aan de Oorlog van Red Cloud onderhandelden de Verenigde Staten een nieuw verdrag met de indianen. Het tweede Verdrag van Fort Laramie (1868) wees de Lakota het Great Sioux Reservation toe. Dat omvatte het westen van South Dakota, inclusief de Black Hills. De Oglála werden ondergebracht in de Red Cloud Agency, vernoemd naar Oglála leider Red Cloud, dat oorspronkelijk in het zuidoosten van Wyoming was gevestigd en vervolgens in het noordwesten van Nebraska.
Het kwam tot een laatste oorlog eind jaren 1870. In 1874 ondernam luitenant-kolonel George Armstrong Custer de Black Hills-expeditie. Daarbij werd goud gevonden, wat een goldrush veroorzaakte en de koloniale belangen in de regio versterkte. De Lakota en Cheyenne verzetten zich in de Black Hills-oorlog, maar gaven zich ondanks de legendarische overwinning tijdens de Slag bij de Little Bighorn over in 1877. De Verenigde Staten onteigenden de Black Hills. De Red Cloud Agency van de Oglála verhuisde een laatste keer, naar Shannon County.

### 1875–1936

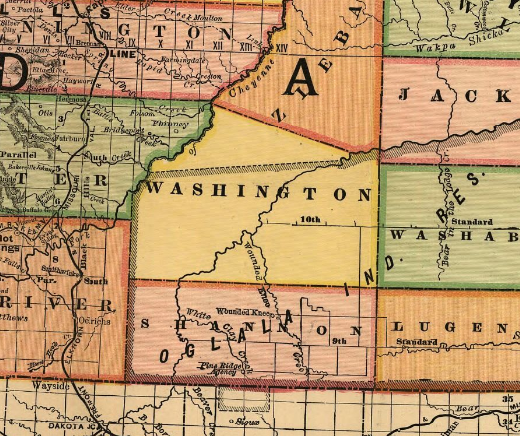
Deze kaart uit 1892 toont Shannon en Washington County.

De Amerikaanse frontiergemeenschappen groeiden snel. In de jaren 1870 werden de eerste spoorlijnen vanuit het oosten voltooid en trokken kolonisten naar de Black Hills om er goud te zoeken. De bevolking van het latere South Dakota groeide van 4.837 in 1860 via 11.776 in 1870 naar 98.268 in 1880. Het territorium, dat in 1899 opgesplitst zou worden in de staten North Dakota en South Dakota, werd ingedeeld in county's. Op het grondgebied van het huidige Oglala Lakota County werd in 1875 in het zuiden Shannon County gesticht en in 1883 in het noorden Washington County. Shannon County werd vernoemd naar Peter C. Shannon, hoge rechter van het territorium en onderhandelaar in zogenaamde land deals waarbij de indianen veel land verloren. Shannon County kreeg geen eigen bestuur en het officiële inwonersaantal bleef laag.

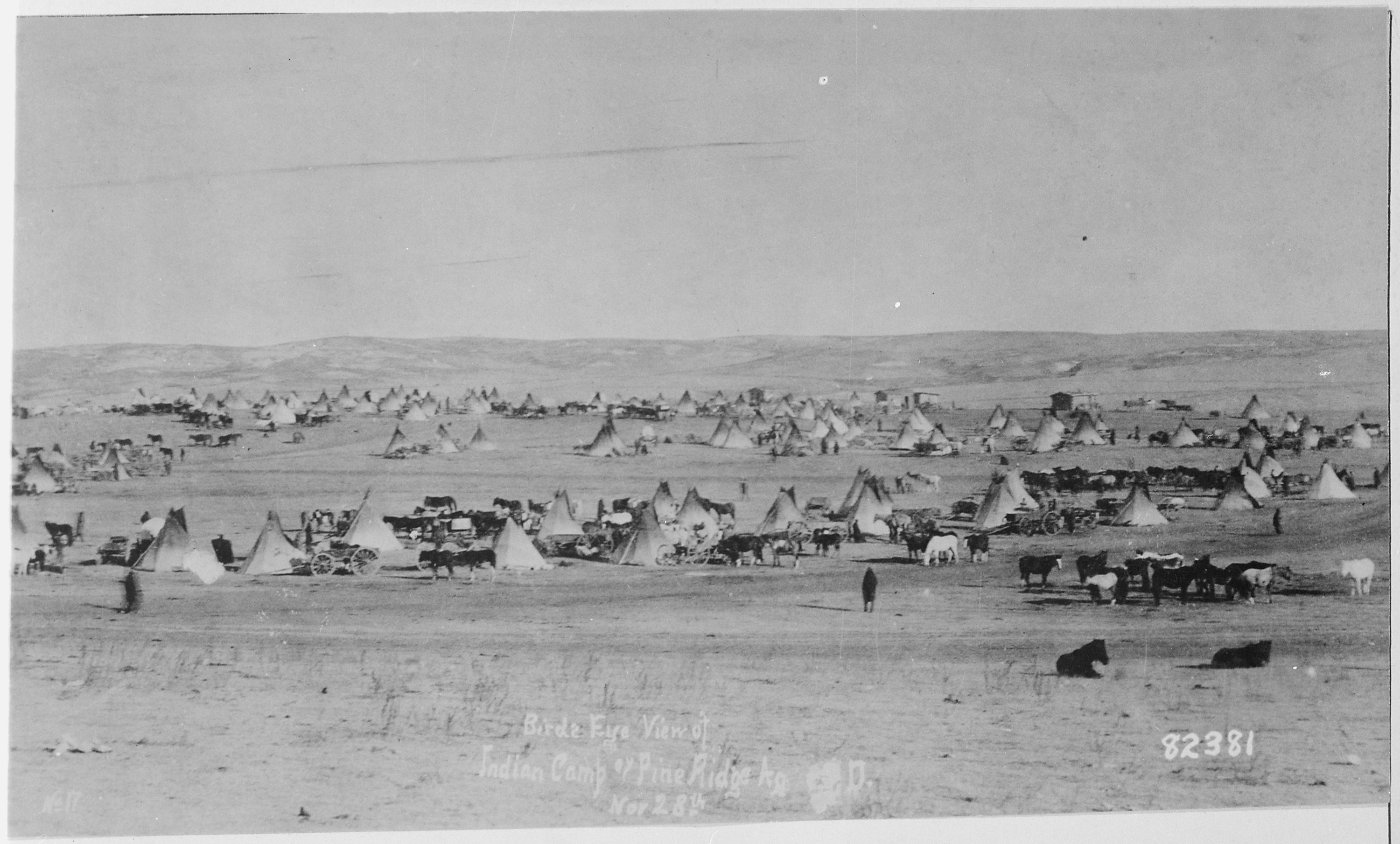
Tentenkamp van de Lakota bij Pine Ridge in november 1890

Het leven op het reservaat leek in niets op de traditionele levenswijze van de Lakota. In plaats van te jagen kregen ze rantsoenen. Het beleid van de federale overheid was erop gericht de indianen zo snel mogelijk gedwongen te assimileren, met onder andere betaalde arbeid op het land en christelijke missies. Naar het voorbeeld van de Carlisle Indian Industrial School werden er in die periode overal in de Verenigde Staten kostscholen opgericht om inheemse kinderen gedwongen te assimileren in de witte, christelijke en burgerlijke cultuur. In 1888 stichtten jezuïeten en franciscanessen in Pine Ridge de Holy Rosary Mission met kostschool. Dat deden ze op verzoek van de tot het christendom bekeerde leider Red Cloud, die voordelen zag in een strategische alliantie met de katholieke broeders en zusters.
Voor sommigen waren de populaire Wild Westshows, theatervoorstellingen door reizende gezelschappen, een uitweg en een eerbare bezigheid. In 1887 vertrokken Blue Horse, American Horse en Red Shirt en hun families op de eerste internationale tournee van Buffalo Bill's Wild West. Over de jaren stelden zulke shows duizenden indianen tewerk, maar het waren voornamelijk Lakota uit het Pine Ridge-reservaat die hun weg vonden naar Buffalo Bills show. Flying Hawk toerde wel 30 jaar.
Nadat de Black Hills onteigend waren, werd het Great Sioux Reservation verder opgedeeld. In 1889 werd het Pine Ridge Indian Reservation gesticht als opvolger van de Red Cloud Agency.

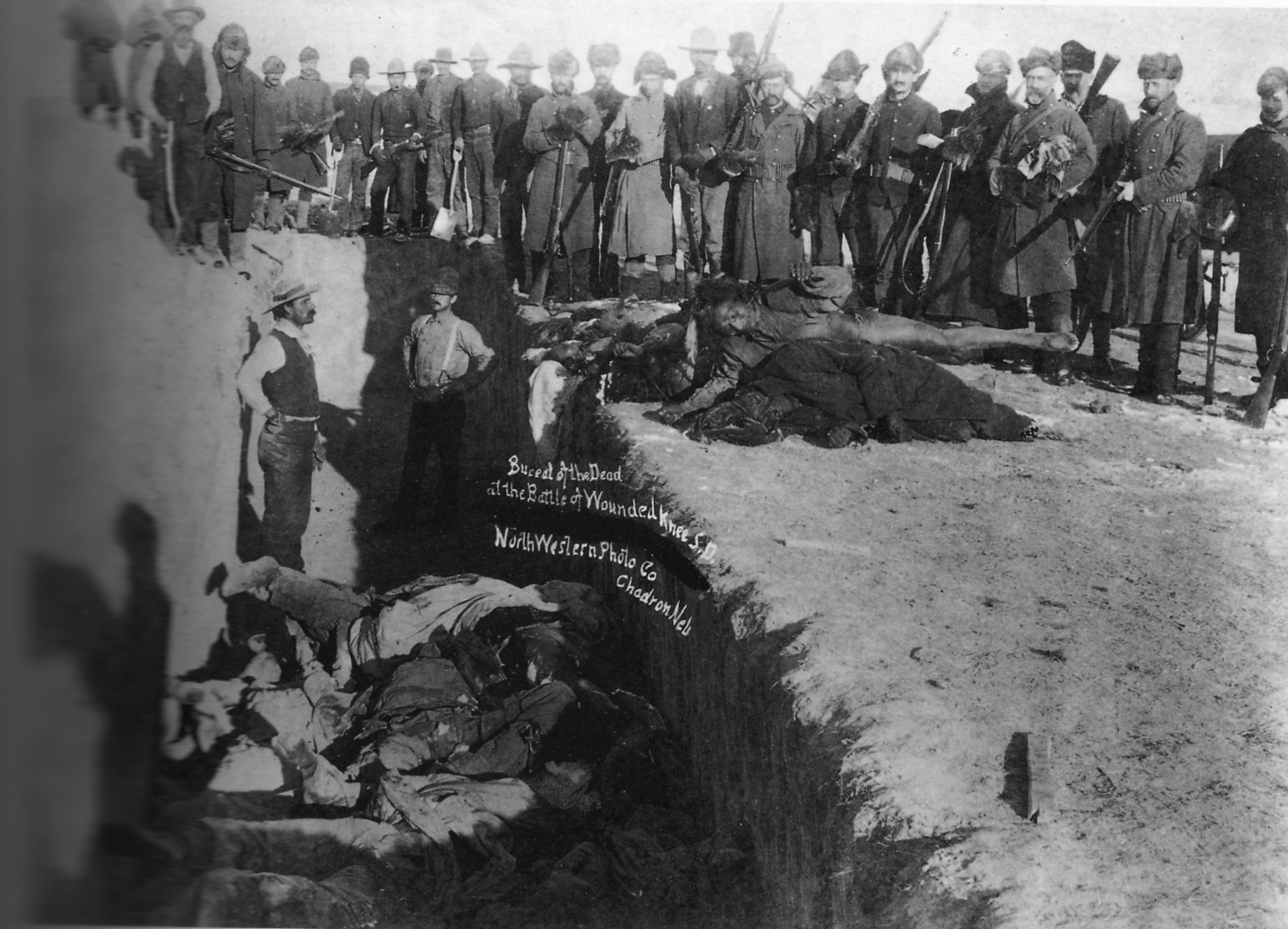
Amerikaanse soldaten begraven de bevroren lichamen van Lakota-indianen gedood bij het bloedbad van Wounded Knee.

In 1890 kwamen de laatste schermutselingen tussen Amerikaanse troepen en de Lakota, Cheyenne, Arapaho, Kiowa en Comanche bruusk ten einde. In oktober van dat jaar leerden Kicking Bear en Short Bull hun mensen de Ghost Dance aan, een nieuwe religieuze beweging met een rituele dans die de levenden met de doden zou herenigen, de blanken zou doen verdwijnen en vrede en welvaart zou brengen voor de indianen. De Amerikaanse overheid zag er een bedreiging in en stuurde troepen naar de reservaten. In het Pine Ridge-reservaat werd Kicking Bear gearresteerd. Elders werd Sitting Bull aangehouden; hij stierf in het vuurgevecht dat daarbij uitbrak. Eind december 1890 dreven troepen een groep Ghost Dancers bijeen bij Wounded Knee Creek. Toen ze hen hun wapens ontnamen, zou er een zijn afgegaan, waarna de soldaten massaal begonnen te schieten. Naar schatting 300 indiaanse mannen, vrouwen en kinderen werden gedood tijdens het bloedbad van Wounded Knee. Het allerlaatste gevecht vond de dag erna plaats ten noorden van Pine Ridge.
In de Amerikaanse publieke opinie was het neerslaan van de Lakota een goede zaak. Na Wounded Knee werden er verscheidene Medals of Honor uitgereikt aan de soldaten. Wounded Knee betekende het einde van de zogenaamde indianenoorlogen en van het gewapend verzet van de Prairie-indianen tegen de oprukkende kolonisatie en wat historici omschrijven als de genocide van de inheemse volken.

### 1936–jaren 70

Een delegatie van het Amerikaans Congres op bezoek in het Pine Ridge-reservaat, 1925

Onder president Franklin Delano Roosevelt werd in de jaren 1930 een herorganisatie van de indianenreservaten doorgevoerd. Initiatiefnemer was John Collier, die leidinggaf aan het Bureau of Indian Affairs. De Indian Reorganization Act (IRA) van 1934 maakte enerzijds een einde aan het beleid van culturele assimilatie en legde anderzijds een nieuwe politieke structuur op aan de reservaten. Op Pine Ridge leidde dat tot de oprichting van de Oglala Sioux Tribe in 1936, waarmee de bewoners een lokaal, democratisch bestuur kregen naast de autoriteit van het Bureau of Indian Affairs. Volgens academici stond het nieuwe model haaks op de politieke cultuur van de Lakota en heeft de IRA uiteindelijk geleid tot een verminderde soevereiniteit.

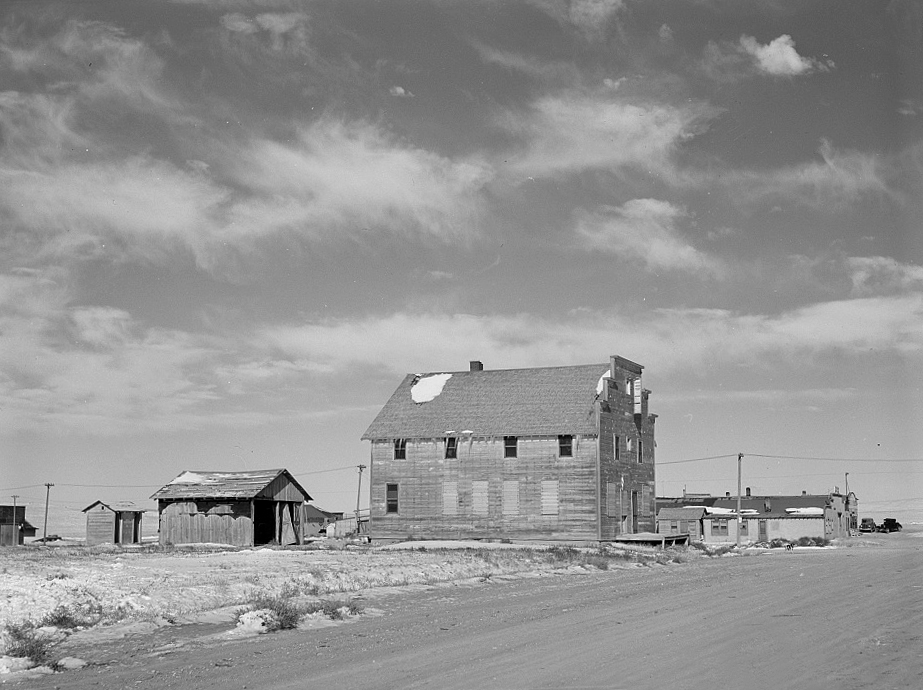
Een verlaten hotel in Batesland in 1940

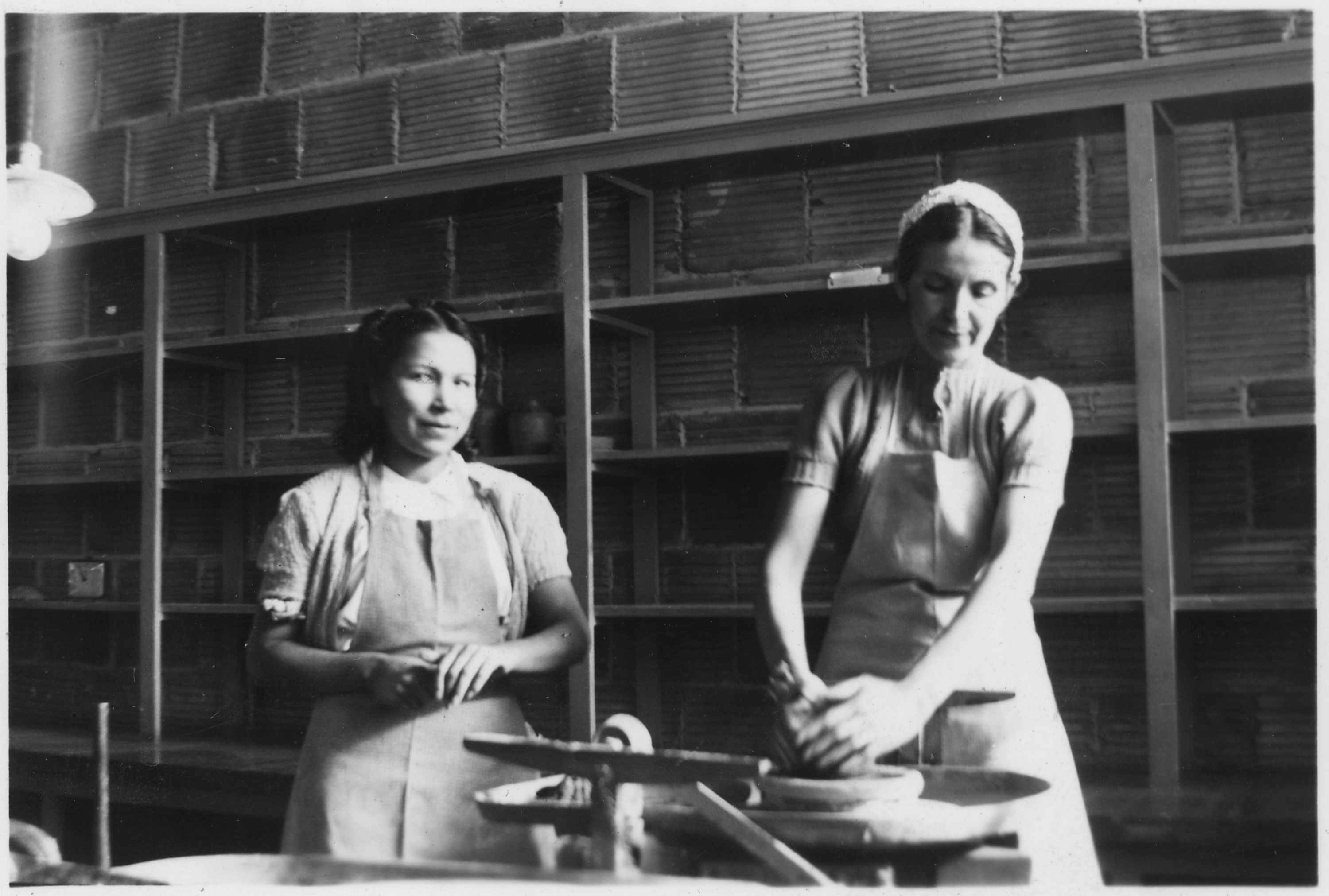
Indiaanse vrouwen aan het pottenbakken, 1941

In 1942 nam de Amerikaanse krijgsmacht unilateraal zo'n 540 km² land in Washington County in gebruik als terreinen voor schietoefeningen en bomproeven. Een jaar later werd Washington County opgeheven en werd het zuiden ervan, inclusief de schietterreinen, bij Shannon County gevoegd. Zo'n twintig jaar later keerden de gronden terug naar de Oglala Sioux Tribe, op voorwaarde dat ze deel zouden gaan uitmaken van het in 1939 gestichte Badlands National Monument en dus onder beheer zouden komen van de National Park Service. Beide partijen kwamen in 1976 overeen de Stronghold Unit en Palmer Creek Unit gezamenlijk te beheren. In 1978 werd Badlands officieel een nationaal park.
Het federale beleid ten aanzien van de inheemse volken veranderde meermaals. Na het liberaal-geïnspireerde beleid van Collier werd termination het officiële beleid vanaf 1953; die term sloeg op de beoogde beëindiging van eigen levenswijzen voor de indianen en de stopzetting van erkenningen voor indianennaties. Eind jaren 1960 ruimde termination het veld voor zelfbeschikking. De county bleef echter worstelen met grote armoede, wanbestuur en interne strubbelingen. Misdaden van blanken uit naburige county's op Lakota werden amper vervolgd. Bovendien werd de stamleiding, met Richard Wilson aan het roer vanaf 1972, geplaagd door controverse. Tegenstanders beschuldigden Wilson van autoritair bestuur, corruptie, nepotisme, geweld tegen politieke tegenstanders en te nauwe banden met de gewantrouwde federale overheid. De critici wilden zelfbeschikking en een herwaardering van de Lakota-tradities.
In februari 1973 nodigden critici van Wilson activisten van American Indian Movement (AIM) uit om hun situatie te bespreken. Vanaf 27 februari bezetten ze Wounded Knee. Ze eisten het ontslag van Wilson alsook nieuwe verdragsonderhandelingen met de federale overheid. Honderden activisten reisden naar Wounded Knee. De overheid blokkeerde toegangswegen en stuurde zwaar bewapende troepen, daarbij gesteund door Wilson. Elektriciteit, stromend water en voedselaanvoer werden afgesneden. Meermaals werd er heen en weer geschoten. Hoewel de media amper toegang kregen, genoten de indianen brede steun voor hun actie, onder anderen van Afro-Amerikaanse burgerrechtenactivisten. Na meer dan twee maanden werd het verzet gebroken en werden 1200 demonstranten gearresteerd. De gebeurtenissen inspireerden indianen over het hele land en leidden geleidelijk tot verandering op het reservaat, zoals een herwaardering van inheemse tradities.
Wilson bleef evenwel aan na het incident en zijn bestuur bleef geplaagd door schandalen. In die periode stierven meer dan 50 politieke tegenstanders van Wilson een gewelddadige dood. Uiteindelijk verloor hij de verkiezing in 1976. Ook binnen de AIM en tussen de AIM en politie waren er conflicten. Zo vond er in 1975 in Oglala een dodelijke schietpartij plaats tussen FBI-agenten en AIM-activisten, waarvoor activist Leonard Peltier sindsdien vastzit, een omstreden zaak waarvan de rechtsgang internationaal tot veroordeling heeft geleid. Ook werd begin 1976 elders op het reservaat het levenloze lichaam van activiste Anna Mae Aquash gevonden.

### Jaren 80–heden
Eind 20e eeuw namen lokale overheden verschillende initiatieven om inwoners nieuwe kansen te bieden. In 1971 richtte de Oglala Sioux Tribe Oglala Lakota College op. De katholieke kostschool van Pine Ridge evolueerde tot een dagschool. In 1982 kreeg Shannon County een officieel countybestuur; tot dan was het een van de laatste twee county's in de Verenigde Staten zonder bestuur. De county besteedt wel nog altijd verschillende taken uit aan de naburige Fall River County.
In 2007 stelde Russell Means, een activist bij de AIM ten tijde van de bezetting van Wounded Knee, de Republiek Lakota voor, waartoe het grondgebied van alle Lakota zoals bepaald in het Verdrag van Fort Laramie (1851) zou behoren. Het voorstel kreeg weinig bijval. In 2008 was Means vergeefs kandidaat-president van de Oglala Sioux Tribe.
Op 4 november 2014 kozen de inwoners ervoor om de county te hernoemen naar Oglala Lakota County, naar de grootste bevolkingsgroep. Het voorstel verscheen op het stembiljet dankzij de handtekeningen verzameld door een groep stamleden onder leiding van afgevaardigde Kevin Killer en county-commissaris Anna Diaz-Takes the Shield. Meer dan 80 procent van de inwoners stemde voor. Diaz-Takes the Shield noemde het een "kleine maar belangrijke stap in het vestigen van onze identiteit". Het staatsparlement ratificeerde de beslissing op 5 maart 2015. De gouverneur riep 1 mei 2015 uit als de dag waarop de naamswijziging officieel in werking trad.
Bij een volksraadpleging in maart 2020 kozen inwoners ervoor om in het Pine Ridge-reservaat medicinale en recreatieve cannabis te legaliseren. In oktober 2020 keurde de stamraad de legalisering goed, een maand later traden de nieuwe regels in voege. De legalisering van cannabis wordt door voorstanders omschreven als een economisch voordeel voor de arme county. In november 2020 stemden de kiezers van South Dakota vóór de legalisering van medicinale cannabis in de hele staat, wat in juli 2021 in voege trad.
Tijdens de coronapandemie werden South Dakota en Oglala Lakota County in eerste instantie gespaard. In de county werd de eerste besmetting opgetekend in april 2020. Honderden inwoners raakten besmet in het najaar en tijdens de winter van 2020–21. Op 19 mei 2021 waren er 2111 cumulatieve besmettingen in Oglala Lakota County. 49 inwoners overleden aan COVID-19. Om de verspreiding in te dammen, namen lokale overheden verschillende maatregelen. In het voorjaar van 2020 richtten de Oglala Sioux Tribe en de Cheyenne River Sioux Tribe op hun respectievelijke grondgebieden controleposten op om doorgaand verkeer tegen te houden en zo besmettingen te voorkomen, een maatregel die voor controverse zorgde. Het reservaat, en bijgevolg de county, ging in 2020 meermaals in korte lockdowns.

## Geografie
Oglala Lakota County ligt in het zuidwesten van South Dakota en heeft een oppervlakte van 5.430 km², waarvan 7,3 km² water is. Ter vergelijking: Noord-Holland en Zuid-Holland hebben een gezamenlijk landoppervlak van 5.486 km². Oglala Lakota County heeft zoals veel county's in het westen van de Verenigde Staten een bijna rechthoekige vorm. De county grenst aan Pennington County in het noorden, Jackson en Bennett in het oosten, aan Dawes en Sheridan in Nebraska in het zuiden, aan Fall River in het westen en aan Custer County in het noordwesten.
Administratief behoort het hele grondgebied tot het Pine Ridge Indian Reservation, dat ook het zuiden van Jackson County en het noordwesten van Bennett County omvat. Twee stukken land in het noorden worden door de National Park Service beheerd als onderdeel van het Badlands National Park. Slechts een gehucht, Batesland, is geïncorporeerd als town en heeft daardoor enige mate van zelfbestuur.

### Topografie
Oglala Lakota County ligt centraal in de Great Plains, een prairie- en steppegebied dat zich over het Noord-Amerikaanse continent uitstrekt van Texas tot in Zuid-Canada. De county ligt ten zuidoosten van de Black Hills, een bosrijke oase in de halfdroge prairie. Gelegen op 730 à 1100 meter boven zeeniveau wordt het zuidwesten van South Dakota tot de High Plains gerekend. Dit is de zuidelijke rand van het Missouriplateau.
De county bestaat grofweg uit vier landstreken. Het noordwesten, gelegen op het Missouriplateau, bestaat uit droge vlaktes, ruige en dorre badlands en plateaus typisch voor het noordwesten van de Great Plains. Enkele grote mesa's zijn Red Shirt Table en Cuny Table. Ten zuidwesten daarvan ligt de regio Pine Ridge, die bosrijk is en waar de kortgrasprairie wordt ingewisseld voor meer gemengde prairies. De Pine Ridge scheidt de diep uitgesneden badlands in het noorden van zeer brede en vlakke overblijfselen van oude riviervlaktes in het zuiden en zuidoosten. Het vlakke zuidoosten is een van de weinige plekken waar aan akkerbouw wordt gedaan. In het uiterste zuidoosten van de county, ten slotte, beginnen de Nebraska Sandhills, met gras begroeide zandduinen. De dominante bodems zijn gemengd zandig en lemig.
Oglala Lakota County watert grotendeels af naar de White River, een zijrivier van de Missouri. De White River ontspringt in Nebraska en meandert noordoostwaarts door de county. In Oglala Lakota County voegen onder meer de White Clay Creek, Wounded Knee Creek, Porcupine Creek en Medicine Root Creek zich bij de White River, alsook tal van efemere waterlopen die vaak droogstaan. Het uiterste noordwesten van de county watert af naar de Cheyenne, die de grens vormt met Custer County. Deze rivieren en hun talrijke zijrivieren hebben het landschap vormgegeven door erosie.

### Bebouwing en wegen

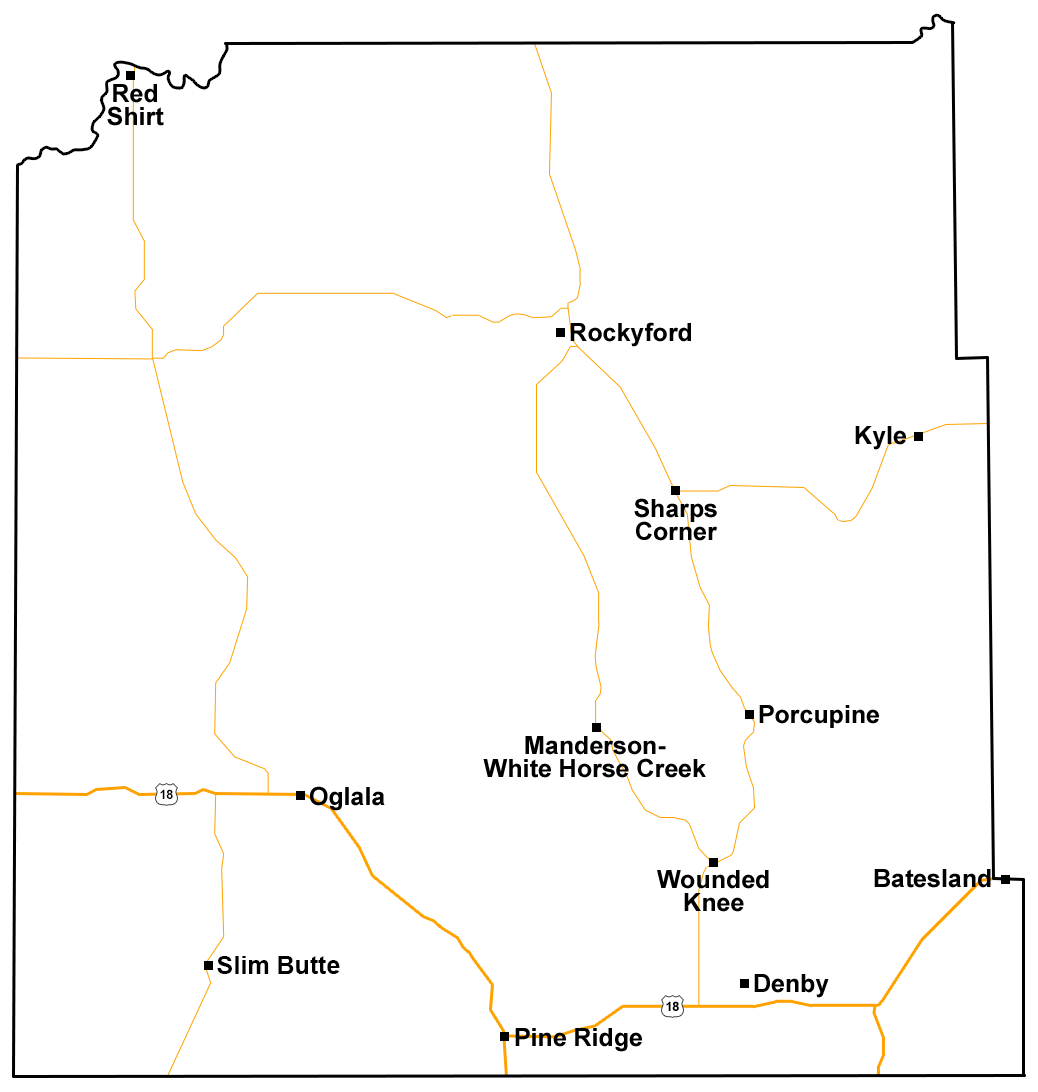
Kaart met dorpen en gehuchten en de belangrijkste wegen

De county is schaars bebouwd. De grootste bewoonde plaats is Pine Ridge in het uiterste zuiden van de county. Het kan beschouwd worden als de hoofdplaats van Oglala Lakota County en van het Pine Ridge-reservaat. 25 km ten noordwesten van Pine Ridge ligt Oglala. In het oosten van de county liggen de gehuchten Batesland, Kyle, Manderson-White Horse Creek, Porcupine en Wounded Knee, waarvan Porcupine het grootst is. Daarnaast telt de county een aantal kleine gemeenschappen, zoals Denby, Red Shirt, Rockyford, Sharps Corner en Slim Butte.
De county wordt doorkruist door de U.S. Route 18. De eenvoudige tweebaansweg is 88 kilometer lang en doorkruist van oost naar west Oglala, Pine Ridge en Batesland. In Pine Ridge zorgt de 3 kilometer lange South Dakota Highway 407 voor aansluiting op de Nebraska Highway 87. Tussen Pine Ridge en Batesland maakt ook de South Dakota Highway 391 – 5,5 kilometer lang – de verbinding met Nebraska. Wegen die enkel van lokaal of beperkt toeristisch belang zijn, zijn onder andere de BIA 41 vanaf het noordwesten over Oglala naar Nebraska, de BIA 27 vanaf het noorden over Rockyford, Sharps Corner, Porcupine en Wounded Knee naar U.S. 18, de BIA 33/28 van Rockyford over Manderson-White Horse Creek naar Wounded Knee, en de BIA 2 vanuit het westen over Rockyford, Sharps Corner en Kyle naar het oosten.

### Klimaat
Oglala Lakota County heeft in het westen een steppeklimaat (BSk in de klimaatclassificatie van Köppen) en in het oosten een vochtig landklimaat (Dfa). De twee klimaattypes vertonen veel gelijkenissen en lopen geleidelijk in elkaar over. Winters zijn koud en droog, zomers warm en wat vochtiger. In de zomer kan het weer snel omslaan in onweer. Voor Porcupine gelden de volgende gemiddelden: in juli is de maximumtemperatuur 31,8 °C en de minimumtemperatuur 14,7 °C; in december is de maximumtemperatuur 3,2 °C en de minimumtemperatuur −11,7 °C. Jaarlijks valt er 45,1 cm neerslag en 85,6 cm sneeuw. Door de opwarming van de Aarde wordt het warmer en natter, al neemt de kans op ernstige droogtes evenzeer toe.

## Demografie

### Bevolkingsaantal en -dichtheid
De bevolking werd in 2019 geschat op 14.177 inwoners. In 2020 werd een officiële volkstelling georganiseerd door het United States Census Bureau, waarvan de resultaten nog niet bekend zijn. Volgens de volkstelling van 2010 woonden er 13.586 personen in Oglala Lakota County. In het dunbevolkte South Dakota is het de 15e county. Het bevolkingsaantal is mogelijk een onderschatting van de realiteit.
De bevolkingsdichtheid bedraagt 2,5 inwoners per km². Dat is bijzonder laag in vergelijking met bijvoorbeeld West-Europa (de bevolkingsdichtheid van de dunstbevolkte gemeenten van België en Nederland, Daverdisse en Schiermonnikoog, bedraagt respectievelijk 25 en 23 inw./ km²), maar aanzienlijk meer dan bijvoorbeeld Harding County (0,2 inw./ km²) en niet veel lager dan South Dakota in zijn geheel (4,4 inw./ km²).
De grootste bewoonde plaatsen zijn Pine Ridge (3308 inwoners), Oglala (1290), Porcupine (1062), Kyle (846), Manderson-White Horse Creek (626), Wounded Knee (382) en de town Batesland (108). Zo'n 6000 inwoners wonen in een van de gehuchten op het platteland of op ranches buiten de door het Census Bureau gedefinieerde plaatsen. Binnen South Dakota is Pine Ridge de 24e 'stad' naar bevolkingsaantal en de 20e naar relatieve bevolkingsgroei tussen 2000 en 2010.

### Herkomst, taal en geloof
Volgens de volkstelling van 2010 is 96,0% van de inwoners indiaan, het hoogste percentage van alle Amerikaanse county's. Er zijn geen gegevens die staven tot welke bevolkingsgroepen of stammen de bewoners behoren. Overigens identificeert 2,9% zichzelf als blanke, terwijl 0,9% van twee of meer 'rassen' is en 0,1% Aziatisch-Amerikaans. 99,8% van de inwoners is geboren in de Verenigde Staten.
Volgens schattingen van de American Community Survey spreekt 75% van de bewoners ouder dan vijf jaar enkel Engels thuis. Zo'n 24% spreekt thuis een niet-Indo-Europese taal, zoals het Lakota (Sioux). Naar schatting 90% van die laatste groep beheerst het Engels goed.
De grootste geloofsgemeenschap vormt de Rooms-Katholieke Kerk, gevolgd door de anglicaans-protestantse Episcopaalse Kerk. Het Pine Ridge-reservaat heeft een lange geschiedenis van missionarissen, internaten en gedwongen culturele assimilatie uit religieuze hoek. Tot in de 21e eeuw trekt het gebied uitzonderlijk veel religieuze zendelingen aan en is er een zeer hoge concentratie aan kerken.

### Welvaart en huisvesting
Het per capita inkomen bedraagt 8768 dollar (schatting 2009–2013), waarmee Oglala Lakota County de armste county van het land is. 40,7% van de bevolking leeft in armoede. Het mediaan inkomen per huishouden bedroeg in 2017 27.804 dollar. Met een mediaan inkomen van 7.292 dollar is Wounded Knee het op vier na armste dorp in de 50 staten.
De mediane woning heeft een waarde van 18.700 dollar, terwijl dat voor de hele Verenigde Staten 193.500 dollar is. Grofweg de helft van alle woningen wordt bewoond door de eigenaars. Veel inwoners wonen in stacaravans. In het Pine Ridge-reservaat heeft zo'n 40 procent van de bewoners geen aansluiting op het lichtnet. Veel huizen zijn evenmin aangesloten op de waterleiding.

### Gezondheid
De bewoners van Oglala Lakota behoren tot de minst gezonde van de Verenigde Staten. De county telt veel rokers en obesitaspatiënten en heeft een van de hoogste sterftecijfers. Nergens in South Dakota zijn er meer patiënten met diabetes (17,3% van de bevolking) en seksueel overdraagbare aandoeningen (2,4%). Met een levensverwachting van 66,81 jaar scoort Oglala Lakota County het slechtst van alle county's in de Verenigde Staten. Een derde heeft geen ziektekostenverzekering. Chronische armoede wordt aangehaald als belangrijkste oorzaak van de gezondheidsproblemen waarmee bewoners van indianenreservaten in de hele Verenigde Staten kampen.
Hoewel er een alcoholverbod is, lijden veel bewoners aan alcoholisme. Ze kochten hun drank voorheen in het gehucht Whiteclay aan de andere zijde van de staatsgrens, maar de slijterijen daar verloren hun licenties in 2017. Sindsdien wordt alcohol verkregen via smokkelpraktijken en alcoholtoerisme naar verder gelegen plaatsen zoals Rushville. Eén op vier kinderen geboren in het Pine Ridge-reservaat lijdt aan een foetaal alcoholspectrumsyndroom.
De county wordt beschouwd als een voedselwoestijn. Een voedselwoestijn wordt gedefinieerd als een plek waar minstens 20% van de inwoners onder de armoedegrens leeft en minstens 33% op meer dan een mijl van een supermarkt of groentewinkel woont (10 mijl in landelijke gebieden).

## Bestuur en politiek

### Lokaal bestuur
Het lokale bestuur van Oglala Lakota County is heel beperkt. Naast de county, de staat en de federale overheid is er een vierde overheidsniveau, de Oglala Sioux Tribe die Pine Ridge Indian Reservation bestuurt. Over het algemeen is de verdeling van bevoegdheden in Indian country gecompliceerd en het onderwerp van onderlinge juridische geschillen.
De county heeft weinig fiscale macht. Oglala Lakota County heft, zoals de meeste lokale overheden, een belasting op onroerende goederen, maar slechts 14% van het grondgebied is onderhevig aan die belasting. De rest is trust land in eigendom van de federale staat en beheerd door de stam, waarop geen belasting mag geheven worden. Naar schatting 325 personen (ca. 2,5% van de bevolking) betalen belasting aan de county.
Door de beperkte belastinginkomsten en doordat de Oglala Sioux Tribe een aantal bevoegdheden opneemt die anders aan een county toebehoren, oefent Oglala Lakota niet al zijn bevoegdheden uit. Een aantal overheidstaken wordt contractueel uitbesteed aan Fall River County. Taken die de county zelf opneemt zijn onder andere openbaar onderwijs en de sheriff.
Het bestuur wordt uitgeoefend door vijf commissarissen die per kiesdistrict worden verkozen voor een termijn van vier jaar.
Lokale politietaken worden verdeeld tussen de politiedienst van de Oglala Sioux Tribe enerzijds en de sheriff van de county anderzijds. De stampolitie handhaaft de regels en wetten van het reservaat, terwijl de sheriff instaat voor niet-tribale zaken. Het sheriff's office van Oglala Lakota County telt geen andere medewerkers dan de sheriff.

### Bovenlokale verkiezingen en politiek

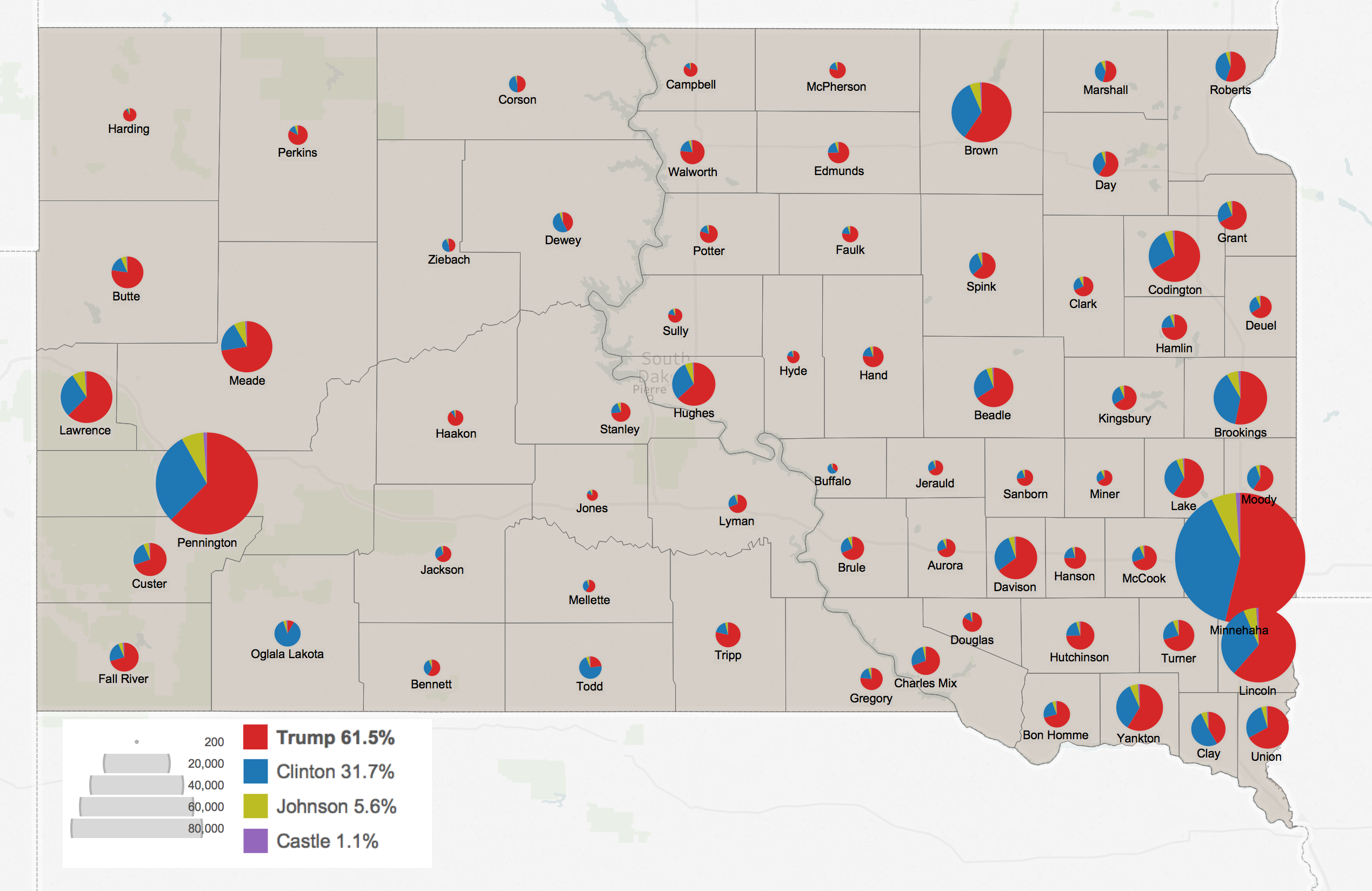
Kaart van de resultaten van de presidentsverkiezing van 2016 in South Dakota. Nergens in de staat haalt de Democratische kandidaat een hoger stemmenpercentage dan in Oglala Lakota County.

Terwijl de meeste county's in de omgeving overwegend Republikeins stemmen, stemt Oglala Lakota overtuigend Democratisch, een tendens die in de meeste indiaanse plaatsen valt waar te nemen. Sinds 1984 heeft altijd minstens 75% van de kiezers Democratisch gestemd in presidentsverkiezingen. Tijdens de Amerikaanse presidentsverkiezingen van 2004 en 2008 was Shannon County de meest Democratisch-gezinde county van het land. 85% van de kiezers stemde in 2004 op John Kerry en 89% in 2008 op Barack Obama. In 2012 haalde Obama er 86,4% van de stemmen. In 2016 kreeg Hillary Clinton 93,4% van de stemmen. Tijdens de presidentsverkiezingen van november 2020 koos 88% voor Democraat Joe Biden, terwijl South Dakota als geheel met 62% voor zijn Republikeinse tegenstander Donald Trump koos. In 2024 haalde Democrate Kamala Harris 84% van de stemmen.
Volgens gegevens uit september 2024 zijn er 5178 geregistreerde Democraten in Oglala Lakota County versus 583 geregistreerde Republikeinen. 20 inwoners zijn lid van een andere partij, zoals de Libertarische Partij (19 leden). 2173 inwoners noemen zichzelf onafhankelijk of hebben geen partijvoorkeur.
Oglala Lakota County wordt in het Amerikaans Congres vertegenwoordigd door de twee Republikeinse senatoren van South Dakota, John Thune en ex-gouverneur Mike Rounds, alsook door Republikein Dusty Johnson, die verkozen is namens het at-large congresdistrict van South Dakota. Op staatsniveau weten de bewoners zich vertegenwoordigd door de Democratische Red Dawn Foster uit Pine Ridge in de Senaat van South Dakota, en door Republikein Liz May uit Kyle en Democraat Peri Pourier uit Pine Ridge in het Huis van Afgevaardigden van South Dakota.

## Openbare voorzieningen

### Onderwijs

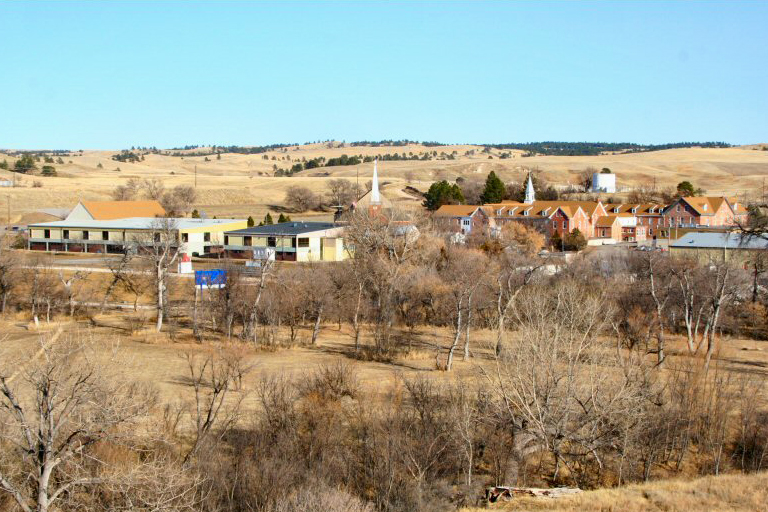
Het complex van de voormalige Holy Rosary Mission bij Pine Ridge, waar de katholieke Red Cloud Indian Schools zijn gevestigd

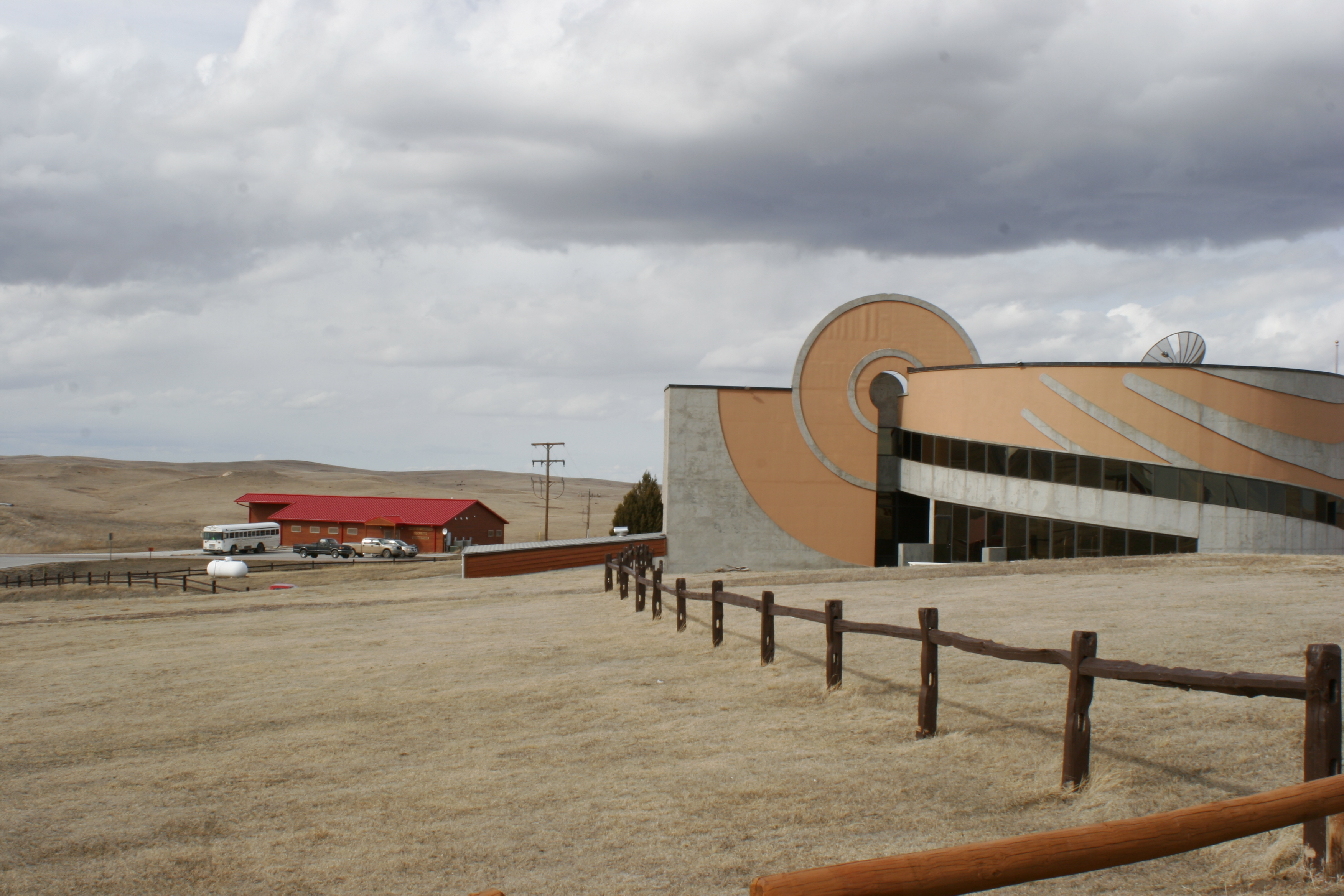
Oglala Lakota College bij Kyle

Het Oglala Lakota County School District telt vier basisscholen, een highschool voor beroepsonderwijs (Lakota Tech High School, geopend in 2020), en biedt de mogelijkheid om het middelbaar onderwijs af te maken via afstandsonderwijs. Omdat de county geen belastingen mag heffen op trust land (zie Lokaal bestuur), is het openbaar onderwijs eerder beperkt.
Om voldoende onderwijs aan te bieden, bestaan er meerdere financieringsmechanismen. Little Wound School in Kyle, Loneman School in Oglala, Porcupine School in Porcupine en Wounded Knee School in Manderson zijn grant schools. Ze worden gefinancierd door het Bureau of Indian Affairs (BIA) en bestuurd door een lokale raad. Het Pine Ridge School District met een basisschool en highschool in Pine Ridge is een voorbeeld van een BIA school, die via andere wetgeving gefinancierd en bestuurd wordt, met een grotere rol voor de bestuurders van het indianenreservaat.
Tot slot zijn er particuliere scholen, zoals de katholieke Red Cloud Indian School, met een basisschool in Porcupine en een basis- en highschool bij Pine Ridge, de steinerschool Lakota Waldorf School bij Kyle en de Pine Ridge Girls' School in Porcupine.
Hoger onderwijs wordt aangeboden door Oglala Lakota College, een community college van en voor de Lakota-indianen. Het college heeft elf leslocaties, waarvan zes in Oglala Lakota County. De administratieve hoofdzetel bevindt zich zo'n 8 km ten zuidwesten van Kyle. De dichtstbijzijnde universiteit bevindt zich in Rapid City.

### Gezondheidszorg
De Indian Health Service, een afdeling van het Amerikaans ministerie van Volksgezondheid en Sociale Zaken, baat een ziekenhuis uit in Pine Ridge, een wijkgezondheidscentrum in Kyle en een dokterspost in Manderson. In 2016 opende in Whiteclay, net ten zuiden van Oglala Lakota County, een verzorgingshuis voor indianen van eender welke stam, betaald door de Oglala Sioux Tribe.

### Openbaar vervoer
Lokaal openbaar vervoer wordt aangeboden door de openbaarvervoersdienst van de Oglala Sioux Tribe, die in 2009 werd opgestart. In 2012 bestond de vloot uit 10 minibussen met zitplaats voor 16 tot 22 passagiers.
Bij Pine Ridge ligt de Pine Ridge Airport, een klein vliegveld dat eigendom is van de Oglala Sioux Tribe. Vandaar kan men naar Rapid City Regional Airport vliegen, de dichtstbijzijnde luchthaven met bestemmingen aan de west- en oostkust. Vanuit Chadron Municipal Airport in Chadron (Nebraska), op een uur rijden van Pine Ridge, vertrekken er vluchten naar Denver.
Het dichtstbijzijnde spoorwegstation bevindt zich in Fort Morgan (Colorado), zo'n vier uur rijden vanuit Pine Ridge.

## Economie

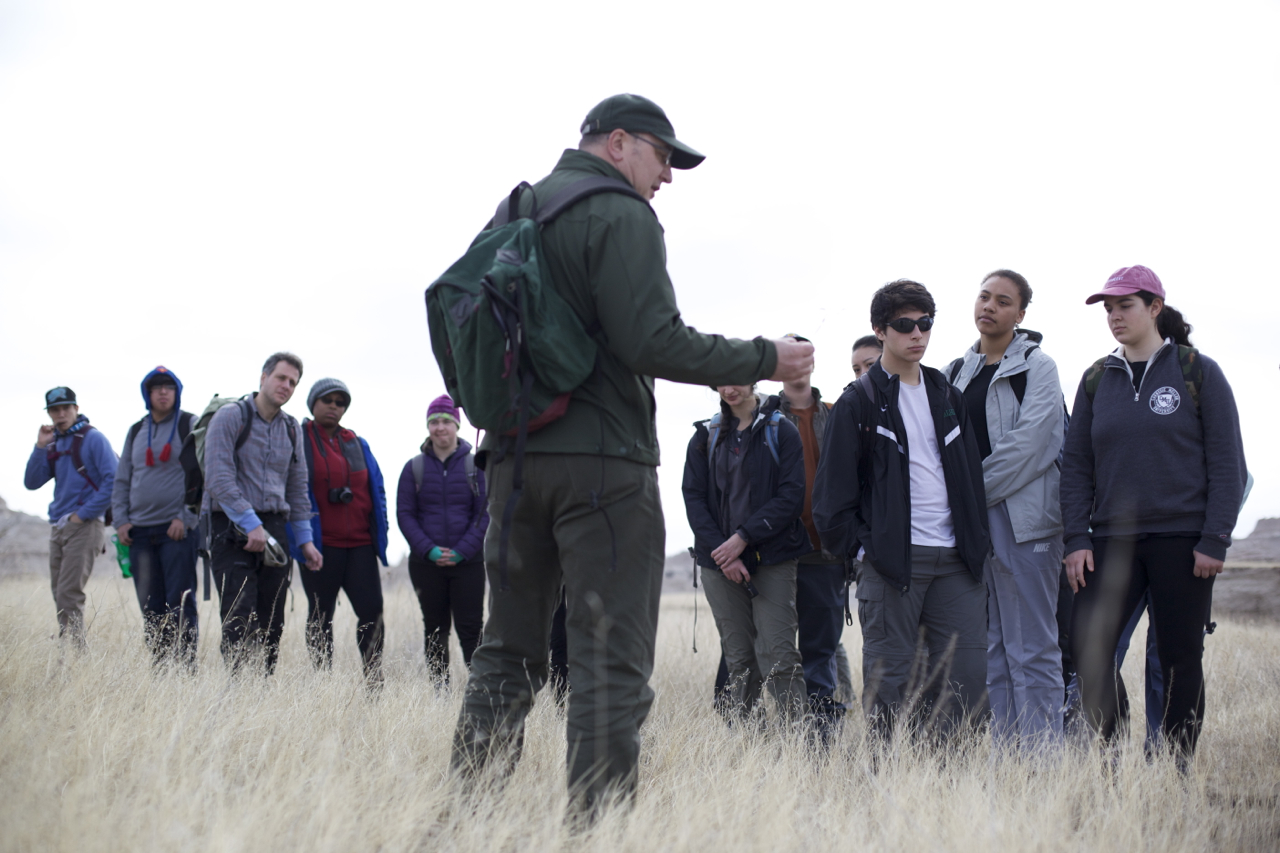
Een natuurgids leidt scholieren rond in de Stronghold Unit van het Badlands National Park.

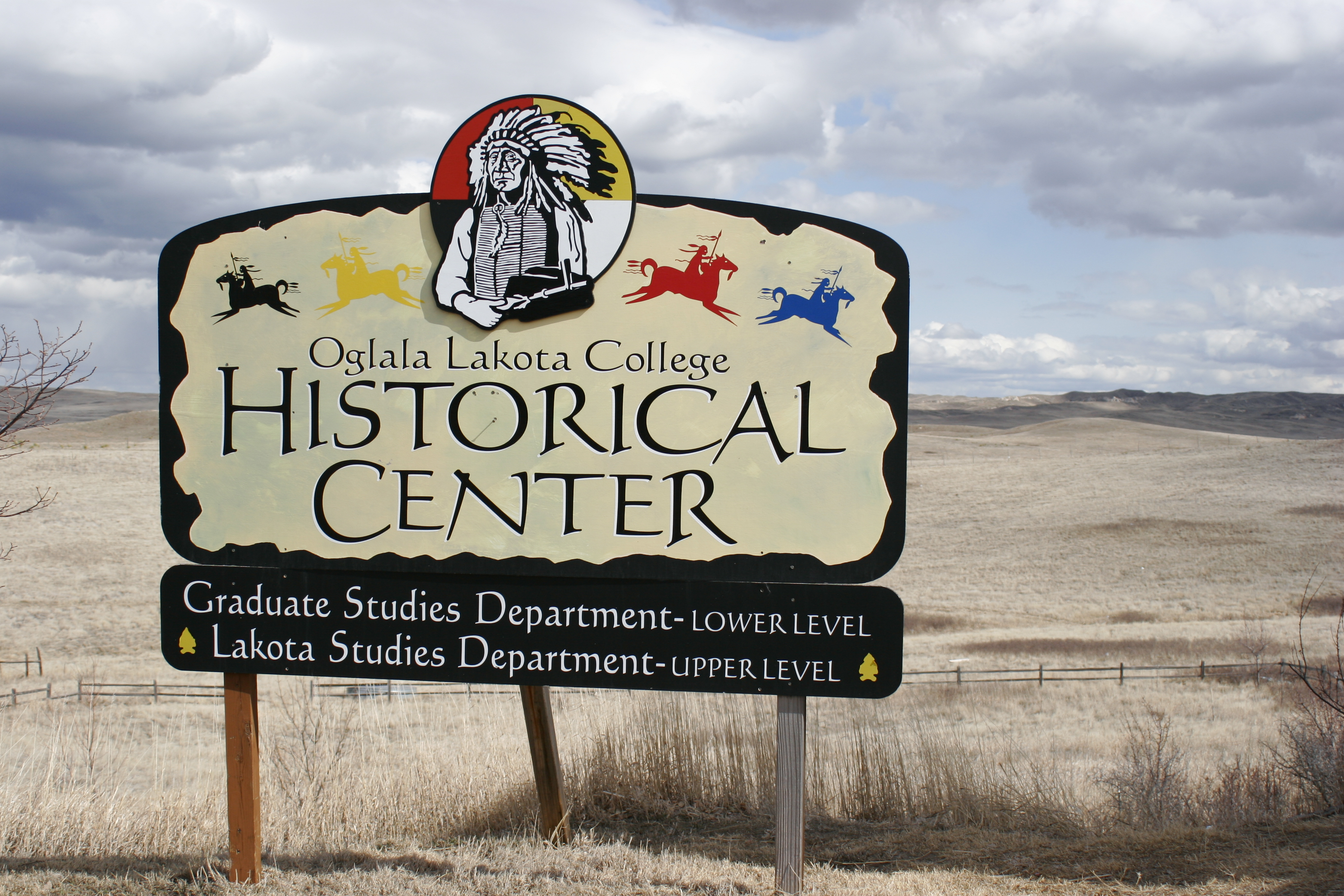
Het historisch centrum van het Oglala Lakota College is een van de kleinschalige toeristische trekpleisters in het gebied.

In april 2016 bedroeg de beroepsbevolking 3453 personen, waarvan zo'n 8% werkloos was. De meeste werknemers zijn actief in de sectoren onderwijs (837 werknemers), overheid (618), en gezondheidszorg en welzijn (524). De sectoren met de grootste bruto verkoopopbrengst in 2016 waren retail (52,5 miljoen dollar), diensten (8,3 miljoen dollar) en openbare nutsvoorzieningen (7,3 miljoen dollar). De meest beoefende beroepscategorieën van inwoners zijn administratieve ondersteuning (443 werknemers), onderwijzend personeel en bibliotheekmedewerkers (381) en horecapersoneel (313). Van alle werkende mensen verplaatst 77% zich met de wagen naar het werk, 12% te voet en 2% met het openbaar vervoer; zo'n 5% werkt van thuis uit.

### Landbouw
Volgens het ministerie van Landbouw telde Oglala Lakota County 174 boerderijen in 2012, goed voor 4456 km² landbouwgebied. Daarvan werd 87% ingezet als weiland. In 2007 hadden landbouwproducten uit de county een marktwaarde van bijna 20 miljoen dollar. Vee was goed voor 73% van alle landbouwverkoop. In hetzelfde jaar ontvingen boerderijen 1,7 miljoen dollar overheidssteun.

### Toerisme
Hoewel de streek rijk is aan toeristische bezienswaardigheden, zoals Badlands National Park, Wind Cave National Park, Mount Rushmore en Crazy Horse Mountain, is er amper toerisme in Oglala Lakota County zelf. Van alle belastbare verkoop uit toerisme in South Dakota, wordt 3,4% gegenereerd in Oglala Lakota County. Trekpleisters zijn het gedenkteken en de begraafplaats van het bloedbad van Wounded Knee, de cultureel-historische centra van het Oglala Lakota College en de Red Cloud Indian School en het bezoekerscentrum van de Pine Ridge Chamber of Commerce in Kyle. De twee meest zuidelijke en minst toeristische delen van Badlands National Park, de Stronghold Unit en Palmer Creek Unit, liggen op grondgebied van Oglala Lakota County. Bij het betreden van het park vanuit het zuiden is er een bezoekerscentrum, dat open is in de zomermaanden. In het uiterste westen van de county baat de Oglala Sioux Tribe een casino en hotel uit, Prairie Winds Casino & Hotel, de enige middelgrote accommodatie in de county.

### Media
De county wordt bediend door de televisiemarkt van Rapid City. Vanuit Porcupine zendt de radiozender KILI uit, het eerste Amerikaanse radiostation in handen van indianen. De nonprofitzender, die zowel in het Lakota (Sioux) als Engels uitzendt, bedient de Lakota-reservaten Pine Ridge, Cheyenne River en Rosebud. De christelijke zender KJCD-LP is gevestigd in
Pine Ridge. The Alleycat, een radiostation uit Chadron (Nebraska), zendt eveneens uit vanuit Pine Ridge, op de roepletters KVAR en KVKR.
In de county zelf verschijnt het weekblad The Lakota Times, dat de officiële krant is voor zowel Oglala Lakota als Bennett County. Indian Country Today, de grootste nieuwssite voor inheemse Amerikanen, is ontstaan uit een eerder weekblad met de naam The Lakota Times, dat in 1981 in Oglala Lakota County werd opgericht. Het dagblad Rapid City Journal verslaat onder andere nieuws uit de regio Black Hills en het Pine Ridge-reservaat.

## In de populaire cultuur
Onder andere de latere Oscarwinnares Chloé Zhao maakte twee films die zich in Oglala Lakota County afspelen, Songs My Brothers Taught Me (2015) en The Rider (2017).

## Bekende inwoners

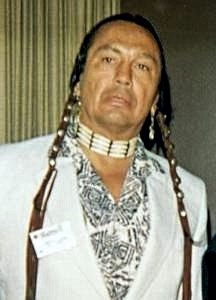
Russell Means was een leider van de American Indian Movement en betrokken in de libertaire beweging. In de jaren 90 werd hij filmacteur. Means was een pleitbezorger van de onafhankelijke Republiek Lakota.

- Arthur Amiotte, kunstenaar, lesgever en schrijver (geboren in Pine Ridge)
- Edgar Bear Runner, activist (geboren in Porcupine)
- Black Elk, medicijnman (gestorven in Pine Ridge)
- Red Dawn Foster, politica (woont in Pine Ridge)
- Tim Giago, journalist (geboren in Pine Ridge)
- Flying Hawk, soldaat, historicus, lesgever en filosoof (gestorven in Pine Ridge)
- Kevin Killer, activist en politicus (woont in Pine Ridge)
- Russell Means, activist en acteur (geboren in Porcupine)
- David Michaud, mixed martial artist (geboren in Pine Ridge)
- Billy Mills, langeafstandsloper en olympisch kampioen (geboren in Pine Ridge)
- Peri Pourier, politica (woont in Pine Ridge)
- Geraldine M. Sherman, modeontwerper (geboren bij Kyle)
- Red Shirt, indianenleider (gestorven in Pine Ridge)
- Grant Short Bull, indianenleider (gestorven bij Oglala)
- Luther Standing Bear, schrijver, lesgever, filosoof en acteur (woonde in Pine Ridge)
- Theresa Two Bulls, politica (geboren in Oglala en woonde in Pine Ridge)